# گلیسون (تنسی)
گلیسون(به انگلیسی: Gleason) شهری در ایالت تنسی کشور ایالات متحده آمریکا است که جمعیت آن در سرشماری سال ۲۰۱۰ میلادی، ۱٬۴۴۵ نفر بوده‌است.